# Juraj Dražojević-Jelić
Grof Juraj Dražojević-Jelić (1846. ili 1848. — 1897.), hrvatski enolog iz plemićke obitelji Dražojevića. Živio u Splitu. Pristaša narodnika. Dio prve garniture profesorâ Velike realke u Splitu u vrijeme njezina pohrvaćivanja. Napisao je djelo Phylloxera-Vastatrix (1875.). Bio je predsjednik Prvog vinarskog društva Dalmacije u Splitu. Osobito se je bavio unaprjeđenjem vinarstva na početku građanskog doba, u što je bio uključen i teorijski i praktično. Osjetio je da je mogući izlaz iz uskih regionalnih uvjeta gospodarenja i života u uzgoju vinove loze. Italija je na Jurjev zahtjev 1881. priznala plemstvo Dražojevića Jelića te su upisani u Libro d'oro della Nobilita Italiana, s naslovom conte, a na osnovi starijih isprava. Vjerojatno je pokopan na Sustipanu 26. siječnja 1897. godine. Posljednji je muški potomak te poljičke plemićke obitelji.